# Cot Taleue Daroh
Cot Taleue Daroh är en kulle i Indonesien.   Den ligger i provinsen Aceh, i den västra delen av landet, 1 800 km nordväst om huvudstaden Jakarta. Toppen på Cot Taleue Daroh är 285 meter över havet.
Terrängen runt Cot Taleue Daroh är platt åt nordväst, men åt sydost är den kuperad. Havet är nära Cot Taleue Daroh norrut.Runt Cot Taleue Daroh är det tätbefolkat, med 257 invånare per kvadratkilometer. Närmaste större samhälle är Banda Aceh, 14,9 km sydväst om Cot Taleue Daroh. Omgivningarna runt Cot Taleue Daroh är en mosaik av jordbruksmark och naturlig växtlighet.